# Dicranomyia (Caenoglochina) apicata dominicensis
Dicranomyia (Caenoglochina) apicata dominicensis is een ondersoort van de tweevleugelige Dicranomyia (Caenoglochina) apicata uit de familie steltmuggen (Limoniidae). De ondersoort komt voor in het Neotropisch gebied.